# Aeroportul Battambang
Aeroportul Battambang (IATA: BBM, ICAO: VDBG) este un aeroport din Cambodgia ce deservește zona Battambang. A fost numit după zona deservită.
Situat la o altitudine de 18 m, aeroportul dispune de 1 pistă.

## Infrastructură

### Piste
Aeroportul dispune de o singură pistă. Pista 07/25 are suprafața de asfalt și dimensiunile 1.600 m × 30 m. 